# Segelfluggelände Hörbach

i7
i11
i13
Das Segelfluggelände Hörbach liegt im Ortsteil Hörbach der Stadt Herborn im Lahn-Dill-Kreis in Hessen, etwa 3,5 km südwestlich des Zentrums von Herborn.

## Flugbetrieb
Das Segelfluggelände ist mit einer 295 m langen und 30 m breiten Start- und Landebahn aus Gras (Richtung 06/24) ausgestattet. Es besitzt eine Betriebszulassung für Segelflugzeuge, nicht eigenstartfähige Motorsegler, Motorsegler vom Typ SF 25 C und Ultraleichtflugzeuge, deren Halter Mitglieder des Luftsportvereins Hörbach e. V. sind und die dauerhaft am Platz stationiert sind. Segelflugzeuge starten per Windenstart. Luftfahrzeuge, die nicht am Platz stationiert sind, benötigen eine vorherige Genehmigung des Platzhalters, um in Hörbach starten und landen zu dürfen (PPR). Der Halter und Betreiber des Segelfluggeländes ist der Luftsportverein Hörbach e. V. Der Verein wurde am 1. Juni 1958 gegründet.